# Scytinostroma rhizomorpharum
Scytinostroma rhizomorpharum är en svampart som beskrevs av S.S. Rattan 1974. Scytinostroma rhizomorpharum ingår i släktet Scytinostroma och familjen Lachnocladiaceae.   Inga underarter finns listade i Catalogue of Life.